# Benedikt (khu tự quản)
Khu tự quản Benedikt (phát âm [bɛnɛˈdiːkt]; tiếng Slovene: Občina Benedikt) là một khu tự quản ở phía Đông Bắc Slovenia. Trụ sở của nó ở khu dân cư Benedikt. Trước 01 Tháng 1 1999 nó là một phần của khu tự quản Lenart. Nó nằm trong đồi Slovene (tiếng tiếng Slovenia: Slovenske gorice). Khu vực này là một phần của khu vực truyền thốngStyria. Nó hiện thuộc khu vực Drava.